# Cymodusa antennator
Cymodusa antennator là một loài tò vò trong họ Ichneumonidae.